# Arturo Ortega Morán
Arturo Ortega Morán (Matehuala, San Luis Potosí, 8 de abril de 1955) es un escritor mexicano que se ha especializado en la investigación del origen de palabras y expresiones del castellano. 

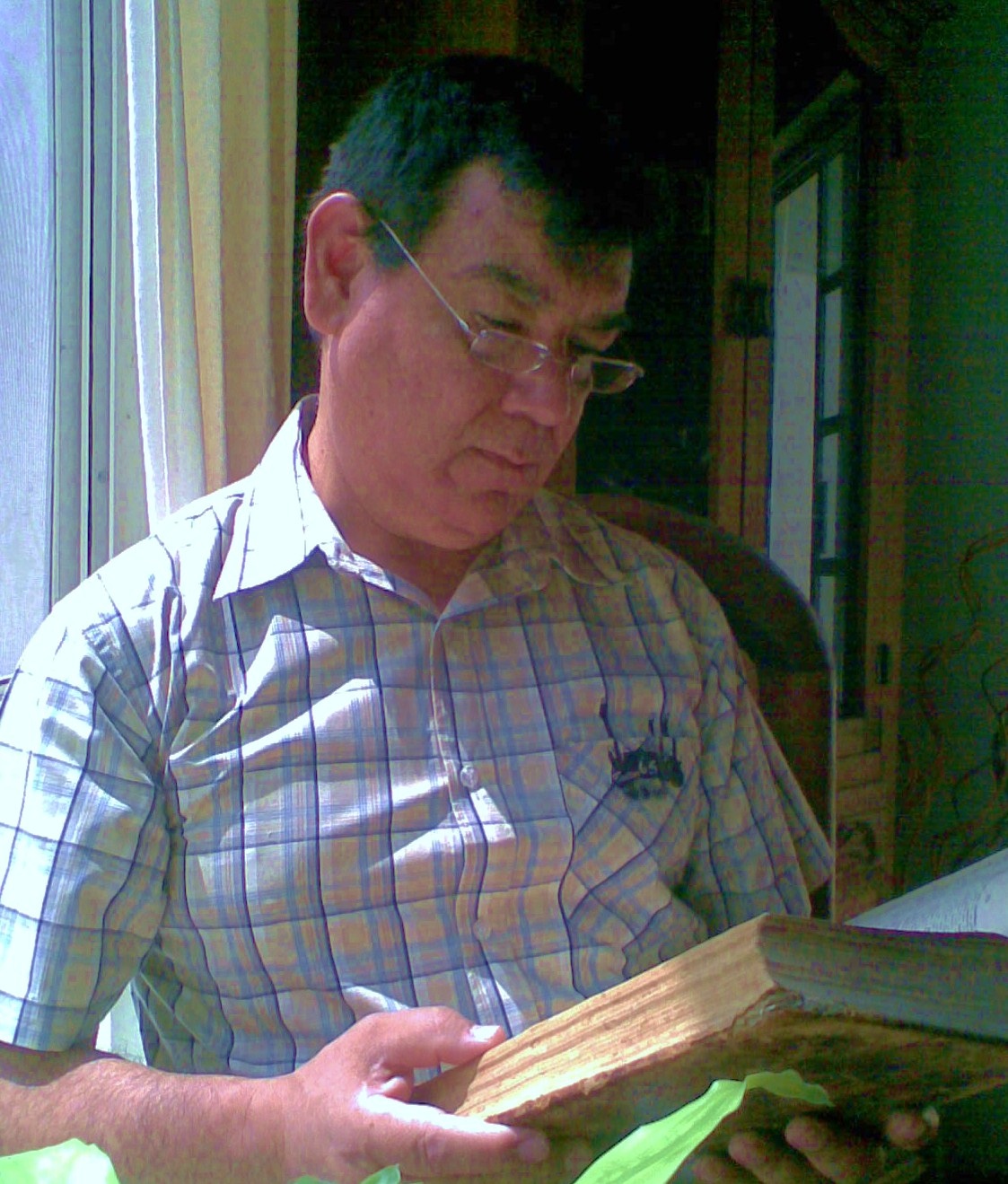
Arturo Ortega Morán.

## Biografía
Desde 1968, vive en la ciudad de Monterrey, en el estado de Nuevo León. Hizo estudios de Ingeniería Química y de Ciencias Computacionales en la Universidad Autónoma de Nuevo León; incursionó en el campo de las letras en el año 2001, publicando el libro Hasta que me cayó el veinte; en donde dio a conocer sus primeras investigaciones acerca del origen de expresiones coloquiales.

## Obra
Libros publicados:
- ¡Hasta que me cayó el veinte!, 2001, EK Ediciones.
- Palabras sobre la mesa, En coautoría con Ricardo Espinosa, Roberto Gómez Junco, Ángel Robles, Héctor Sánchez y Marco Carrión,  2010; Editorial Font.
- Cápsulas de lengua, 2011; Editorial Font.
- En un lugar de la Cancha..., 2012; En coautoría con Ricardo Espinosa, Roberto Gómez Junco, Ángel Robles, Horacio Gómez Junco, Ricardo E. Villarreal y Marco Carrión; Editorial Font.
- De dónde viene: El lado oscuro de las palabras, 2013, Editorial Algarabía.

Ha escrito artículos para diferentes medios en diferentes países:
- El Porvenir, periódico mexicano.
- Bajo el Sol, Yuma, Arizona, USA.
- El Sol, Carolina del Norte, USA.
- Latin AM, revista bilingüe de Hamburgo, Alemania.
- Centro Virtual Cervantes, España.
- Ecos de la Costa, Nayarit, México.
- Revista Algarabía, México.

Escribió Cápsulas de lengua, para el Noticiero Imagen, en México. Durante siete años y medio (mzo-2007 a sep-2014)
Desde diciembre de 2008 hasta agosto del 2016, condujo el programa de radio Ya me cayó el veinte, en Radio Nuevo León. 
- Desde el 22 de septiembre de 2013 al 24 de abril de 2019, escribió la columna dominical "¡Ya me cayó el veinte!" en el diario El horizonte
- Colaborador en el programa La Otra Tarde, que se transmite cada viernes por TV Nuevo León. (2013-2016)
- Colaborador en el programa En Las Mañanas Con La Ruffo, que se transmite por TV-Fórmula y Radio Fórmula los sábados de 10:00 a 11:00 a. m. (en 2013).
- Conductor de "Palabras sobre la mesa", programa semanal de TV en el Canal 28 RTVNL. (Del 24 de agosto de 2016 al 28 de abril de 2020)
- Colaborador en la revista "En un clic", en 2021

## Contribuciones relevantes
Son algunos artículos en los que el autor aporta elementos originales.
- Aparcar, ¿un anglicismo?
- La verdad de Perogrullo
- Matarile-rile-ron
- México, ¡Aquí no hay ningún ombligo!
- Cielito lindo, ¿origen andaluz?
- No le ladraban a Sancho, era a Goethe
- La metamorfósis de Adelita
- Meterse en camisa de once varas
- Cámara húngara
- Villamelón